# Chloridolum lanyuanum
Chloridolum lanyuanum là một loài bọ cánh cứng trong họ Cerambycidae.